# Anders als die Andern
Anders als die Andern (in italiano Diversi dagli altri) è un film del 1919 diretto da Richard Oswald sui temi dell'omosessualità, dell'omofobia e delle persecuzioni causate dal paragrafo 175, un articolo del codice penale tedesco che puniva come crimine l'omosessualità maschile.

## Trama
Il film inizia con Paul Körner (Conrad Veidt), impegnato a leggere la pagina dei necrologi su di un giornale, pieni di inesplicabili suicidi vagamente espressi. Körner, tuttavia, sa che il paragrafo 175, che pende sul capo degli omosessuali tedeschi «come una spada di Damocle», è la causa principale dei suicidi.
Dopo questo preambolo, il film inizia. Kurt Sivers (Fritz Schulz) è un ammiratore di Körner, un virtuoso violinista, e lo avvicina sperando di poter diventare suo studente. Körner accetta ed iniziano le lezioni insieme, durante le quali tra i due sboccia una passione non dichiarata.
Entrambi subiscono la disapprovazione delle rispettive famiglie. Nessuno dei due dichiara apertamente a sé stesso la natura omosessuale del rapporto che vivono: Sivers pone grande attenzione alle lezioni di violino ed è insolitamente infatuato per il suo maestro; i genitori di Körner si domandano perché il loro figlio sia così poco interessato alla prospettiva di sposarsi e farsi una famiglia. Körner, per dare una risposta ai loro dubbi, li manda ad incontrare il proprio mentore, il Dottore (Magnus Hirschfeld).
Il Dottore appare diverse volte nella pellicola, ogni volta per pronunciare discorsi intesi più per gli spettatori che per l'avanzamento della trama. In questa prima apparizione egli dice ai genitori di Körner:
Dopo che Körner ha rivelato la propria omosessualità, egli e Sivers cominciano a frequentarsi più apertamente. Mentre passeggiano insieme mano nella mano nel parco, incrociano un uomo che riconosce Körner. Più tardi, quello stesso giorno, quando Körner si trova da solo, quest'uomo, Franz Bollek (Reinhold Schünzel), lo affronta e gli chiede dei soldi, altrimenti rivelerà il segreto di Sivers.
Körner lo paga, ma non dice a Sivers di averlo fatto. Alla fine, però, le richieste del ricattatore si fanno eccessive e Körner si rifiuta di continuare a pagare (da segnalare che la scena in cui Bollek legge la lettera di risposta di Körner alle sue richieste si svolge in un locale per gay: probabilmente si tratta della prima apparizione sullo schermo di un locale di questo tipo). Bollek decide di irrompere in casa di Körner mentre lui e Sivers sono a letto insieme, ma viene invece scoperto dai due al loro ritorno. Scoppia una rissa, e Bollek rivela a Sivers di averlo ricattato.
Sivers fugge via e affronta varie difficoltà nel cercare di andare avanti da solo. Körner si ritrova allora a pensare al suo passato guardando una foto di Sivers.
Il suo primo ricordo risale ai tempi del collegio, quando egli e il suo amico Max sono sorpresi dal loro professore mentre si baciano, e Körner viene espulso. Quindi, Körner ripensa all'università e alla sua vita solitaria in quel periodo, unito alla crescente consapevolezza che fosse impossibile per lui avere una sessualità etero.
Ricorda inoltre di aver consultato un ipnotizzatore che un tempo era stato omosessuale perché lo "guarisse", ma si era subito reso conto che si trattava solo di un ciarlatano. Aveva poi incontrato per la prima volta il Dottore, la cui reazione al suo caso era stata molto diversa da quella degli altri specialisti da lui precedentemente consultati. Tra le altre cose, il Dottore gli aveva detto:
Continuando a scavare nella memoria, Körner ripensa al suo primo incontro con Bollek in un locale da ballo per gay, a come Bollek inizialmente lo avesse incoraggiato, per poi alla fine sfruttare il pretesto della sua omosessualità per ricattarlo.
Tornati di nuovo al presente, Körner porta Else Sivers, la sorella di Kurt Sivers, alla lezione tenuta dal Dottore sulla sessualità alternativa. Questa parte del film è totalmente slegata dal resto della trama, ma fornisce un quadro delle opinioni più progressiste del tardo XIX secolo sul tema dei cosiddetti "studi queer", poiché il Dottore tocca gli argomenti dell'omosessualità, del lesbismo, del transgenderismo, della bisessualità, dei pericoli degli stereotipi, e affronta l'idea che la sessualità sia fisicamente determinata, piuttosto che una condizione mentale.
Körner denuncia Bollek per averlo ricattato e lo fa arrestare. Per vendicarsi, Bollek rivela le tendenze di Körner. Il Dottore testimonia in favore di Körner, ma entrambi sono giudicati colpevoli delle rispettive accuse. Bollek viene condannato a tre anni per estorsione. Il giudice si mostra accondiscendente verso Körner, e lo condanna al minimo della pena: una settimana.
Avuto il permesso di tornare a casa prima di scontare la pena, Körner si accorge che amici ed estranei lo evitano, e perde il lavoro. Persino la sua famiglia giunge a dirgli che egli ha una sola via d'uscita onorevole: Körner inghiotte delle pillole e si suicida.
Informato di ciò, Sivers si precipita al suo capezzale, ma già Körner giace morto. I genitori di questi incolpano Sivers di quanto è accaduto, ma Else li rimprovera duramente. Nel frattempo, anche Sivers tenta il suicidio, ma il Dottore glielo impedisce e pronuncia il suo discorso finale:
Il film si chiude con l'immagine di un testo legislativo tedesco, aperto alla pagina sul paragrafo 175, e un pennello tenuto da una mano vi appone sopra una grossa croce per cancellarla.

## Produzione
Fu prodotto in Germania durante il periodo di apertura culturale che coincise col periodo della Repubblica di Weimar. Il film, del 1919, fu prodotto dopo l'abolizione della censura in Germania avvenuta il 12 novembre 1918. Lo scandalo destato dalle tematiche trattate fu una delle cause principali nella reintroduzione della censura nel maggio del 1920.
Fu edito nel 1919 ed ha per protagonisti Conrad Veidt e Reinhold Schünzel.
La sceneggiatura di Anders als die Andern venne scritta da Richard Oswald con la collaborazione del dottor Magnus Hirschfeld, uno dei pionieri del movimento di liberazione omosessuale, che ebbe anche una piccola parte nel film.
Hirschfeld aiutò finanziariamente la produzione attraverso l'Institut für Sexualwissenschaft da lui diretto, con l'obiettivo di presentare un film polemico contro la legislazione tedesca dell'epoca che puniva, attraverso il paragrafo 175, l'omosessualità maschile come un crimine e metteva molti gay in una posizione simile al personaggio interpretato da Veidt.
Il direttore della fotografia fu Max Fassbender, che due anni prima aveva lavorato a Das Bildnis des Dorian Gray, una delle prime versioni cinematografiche del classico di Oscar Wilde, Il ritratto di Dorian Gray. Il regista Richard Oswald divenne successivamente un regista abbastanza famoso, come il figlio Gert, che intraprese la carriera paterna. Veidt divenne una star cinematografica con il film Il gabinetto del dottor Caligari.
Anders als die Andern è ricordato come uno dei primi esempi di film a tematica omosessuale. Il soggetto di base è stato riutilizzato nel film inglese La vittima del 1961, interpretato da Dirk Bogarde. Le leggi di censura reintrodotte nel 1920 dalla Repubblica di Weimar per contrastare film come Anders als die Andern, considerati «immorali», ne limitò, all'epoca, la diffusione ai soli ambienti di ricerca medica.
Le copie originali del film, insieme a molti altri lavori considerati "decadenti", vennero bruciate dai nazisti dopo l'ascesa al potere di Adolf Hitler nel gennaio del 1933. Alcune parti del film sopravvissero e, restaurate, possono oggi essere ammirate come importante esempio di storia del cinema e storia omosessuale.